# Kornél Dávid
Kornél Dávid (Nagykanizsa, 22 ottobre 1971) è un ex cestista ungherese, professionista in Europa e nella NBA.

## Carriera
Con l'Ungheria ha disputato i Campionati europei del 1999.

## Palmarès
- Campionato lituano: 1

Žalgiris Kaunas: 2002-03
- Copa del Rey: 2

Saski Baskonia: 2004, 2006
- Supercoppa spagnola: 1

Saski Baskonia: 2005